# Cheval en Finlande
Le cheval en Finlande  (finnois : hevonen) est employé pour les loisirs, le sport hippique, et des compétitions sportives. La Finlande n'a qu'une race nationale de chevaux, le Finlandais, mais élève aussi des trotteurs, des poneys, et des races de chevaux d'origine étrangère telles que l'Arabe et le Pur-sang. 
Les pratiques équestres sont diversifiées, incluant l'équitation de loisir et les sports équestres.

## Histoire

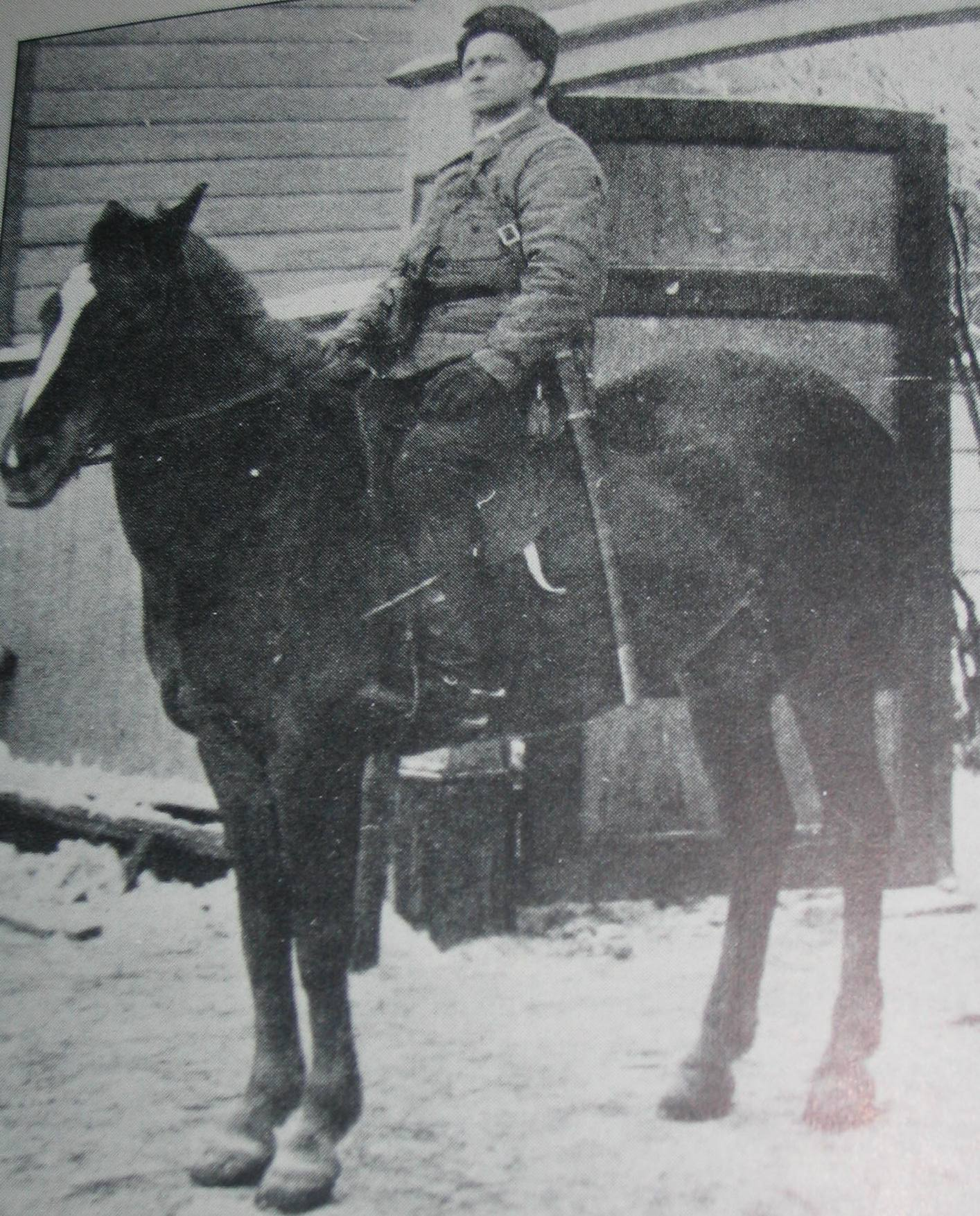
Le garde rouge Viktor Ripatti avec son cheval.

Les premières preuves archéologiques certaines de chevaux existant dans ce qui est désormais la Finlande datent de l’âge du fer moyen (A.D. 400-800).
Des chevaux sont arrivés de l'ouest, emmenés vers ce qui est désormais la Finlande occidentale par les Vikings, vers A.D. 800-1050. Ces chevaux viking seraient d'ascendance nord-européenne. Des peuples non-viking, émigrés en Finlande du Sud et du Sud-Est, ont apporté avec eux des chevaux d’origine mongole, qui proviendraient de l’Oural et des régions de la Volga. Il existe historiquement deux types de chevaux distincts en Finlande, l'un dans les régions orientales, l'autre dans les régions occidentales. Ils restent distincts au moins jusqu'au milieu du XIXe siècle,. En 1891, la Finlande compte 292 652 chevaux et poulains recensés. Dans les années 1910, le cheval est le seul animal de trait utilisé dans l'agriculture.
Durant les années 1950, la Finlande compte environ 400 000 chevaux, utilisés dans l'agriculture, les activités forestières, le transport, les courses de trot, et par les militaires. Leur nombre chute très fortement durant les décennies suivantes, tombant à 31 500 chevaux en 1980. Le rôle du cheval connaît alors une transition vers les sports équestres et les loisirs, permettant une remontée des effectifs. Le nombre de chevaux en Finlande croît de mabière constante au début du XXIe siècle.

## Pratiques et utilisations

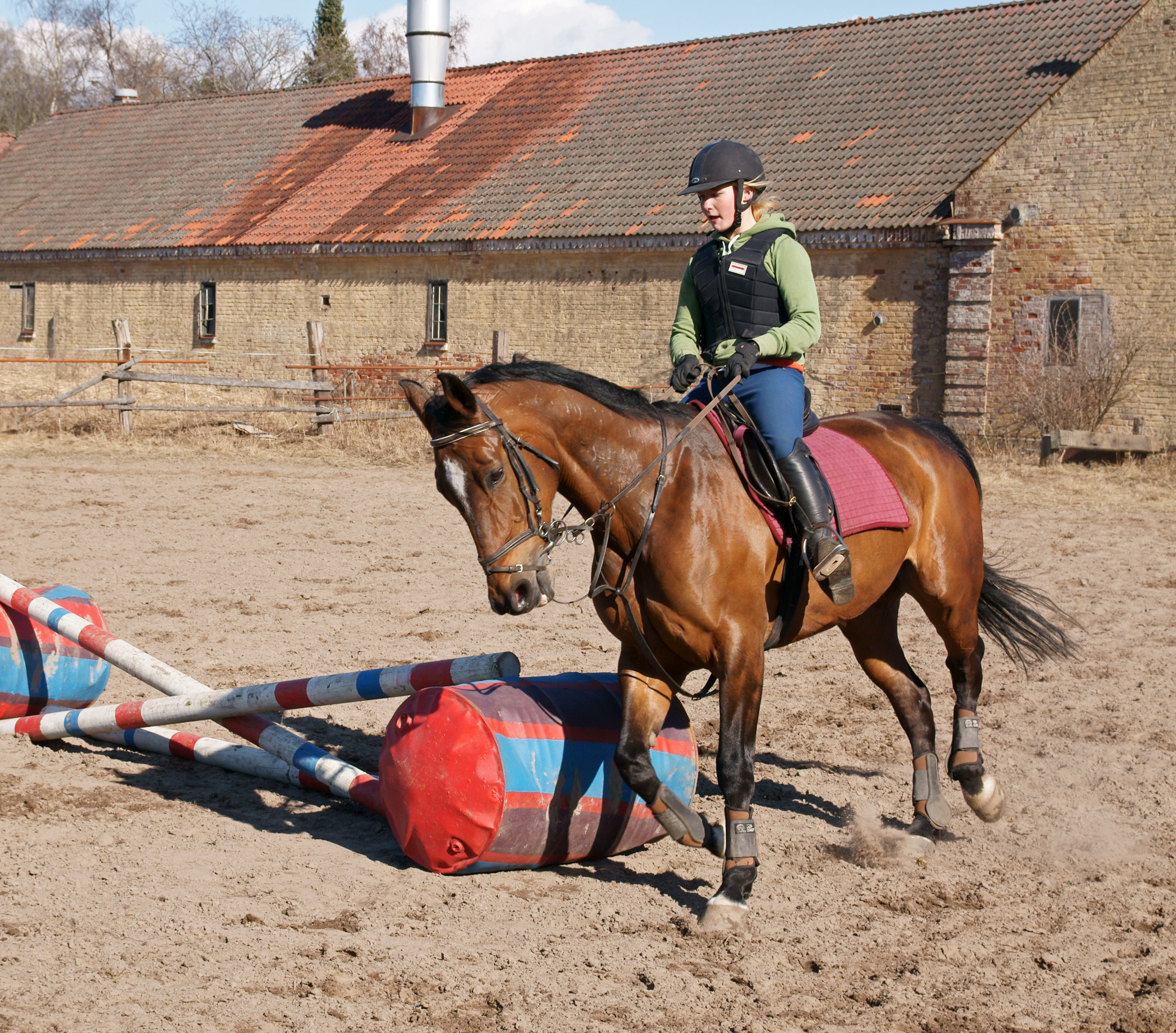
Équitation dans un centre équestre de Finlande.

La Finlande a connu un net accroissement du nombre de ses centres équestres, et donc des cavaliers amateurs. La randonnée équestre et les disciplines sportives sont pratiqués, en particulier le saut d'obstacles, le concours complet, le dressage, l'attelage, la voltige, l'équitation islandaise et l'équitation western. Le statut du cheval a évolué, passant de celui d'animal de travail à celui d'animal de compagnie, induisant notamment une modification du rapport avec la mort de l'animal. 35 000 Finlandais sont propriétaires ou copropriétaires d'au moins un cheval, le pays compte environ 16 000 écuries, dont 3 000 ont une vocation commerciale ; ces chiffres estant des estimations en l'absence de données plus précises. Le pays a une réglementation très précise en matière de garde et d'utilisation de chevaux, notamment en ce qui concerne la protection de l'environnement, la gestion des déchets, l'utilisation des terres et le voisinage.
La Finlande a aussi vu se développer le hobby-horsing (ou cheval bâton ; « équitation sans cheval »), pratiqué par environ 10 000 jeunes filles dans ce pays en 2017, avec organisation d'un championnat annuel,.

## Élevage

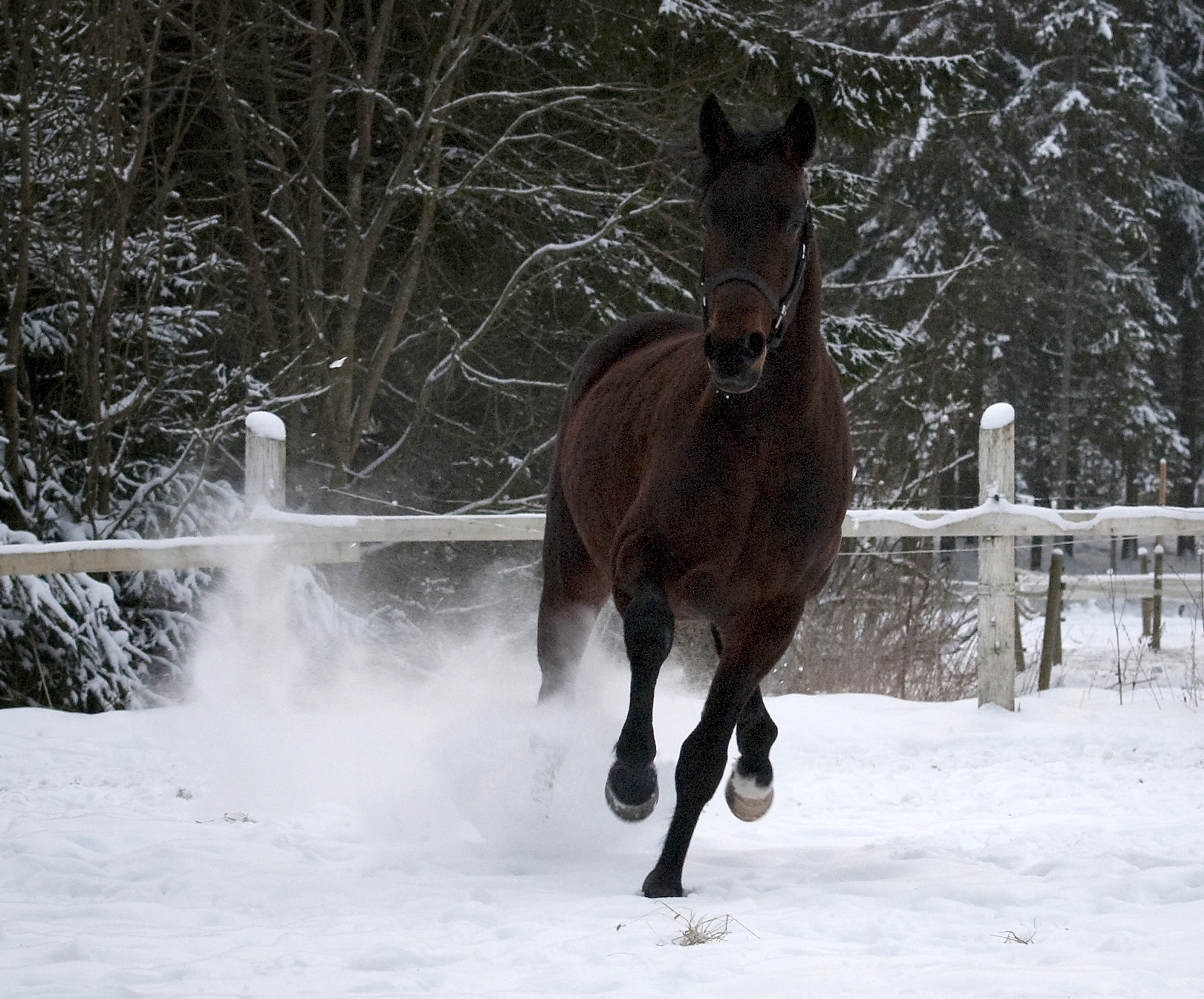
Cheval dans son pré en Finlande, en février 2009.

En 2000, la Finlande compte 57 400 chevaux, soit un taux de 11 chevaux pour 1000 habitants. En 2008, les effectifs recensés sont de 77 000 chevaux, ce qui donne un taux de 14,6 chevaux pour 1000 habitants. Suomen Hippos donne en 2010 un chiffre de 75 500 chevaux et poneys dans toute la Finlande, et Élise Rousseau cite 76 000 chevaux en 2011. 17 races de chevaux différentes sont répertoriées en Finlande par la base de données DAD-IS (2020).
La seule race ancienne réellement native du pays est le Finlandais (ou Finlandais universel), qui représente 34 % du cheptel national. Les importations de races étrangères sont nombreuses, notamment l'Arabe, le Pur-sang, l'Anglo-arabe, les poneys Welsh, Connemara, New Forest, Gotland, Shetland, Islandais et Fjord. Les effectifs des races Arabe, Pur-sang et Islandais sont très faibles, ceux du Shetland sont plutôt réduits. La majorité des chevaux du pays sont des trotteurs.
Les chevaux finlandais semblent ne pas subir d'infestations par les vers nématodes. Un cheval finlandais a été infesté en 2013 par un poxvirus pouvant constituer un réservoir pour une zoonose, mais le cas détecté s'est révélé peu contagieux et très sporadique.

### Finlandais universel
Le Finlandais (finnois : suomenhevonen) est la race de chevaux nationale de la Finlande.

### Finlandais sang-chaud

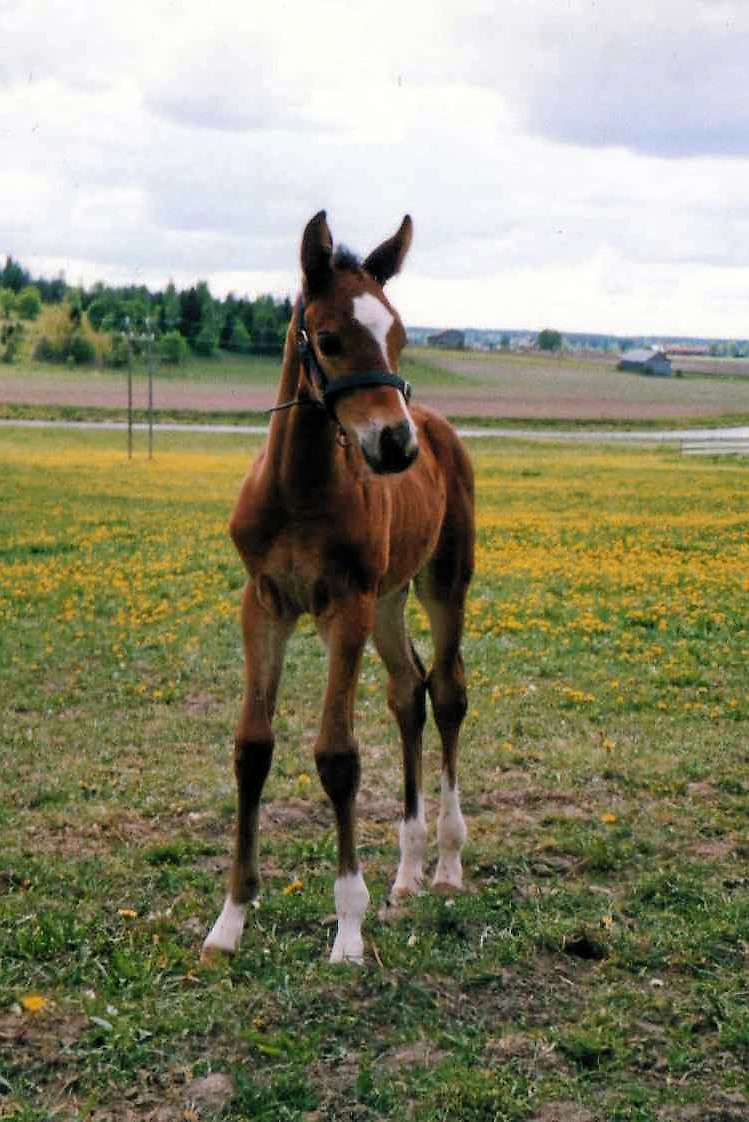
Poulain Finlandais sang-chaud nouveau-né, au printemps 2004

Le Finlandais sang-chaud (finnois : suomalainen puoliverihevonen, abrégé FWB) est le stud-book de chevaux de sport finlandais. Issu de croisements entre divers chevaux de sport européens, ce stud-book est créé en 1980. Les chevaux sont destinés aux disciplines du saut d'obstacles, du dressage et du concours complet d'équitation.

### Trotteur finlandais sang-chaud
Le Trotteur finlandais sang-chaud (finnois : Lämminverinen Ravihevonen) est le stud-book de trotteurs à sang chaud de la Finlande. Composite, il provient d'un apport de chevaux suédois, américains, russes et français. La race est commune, car elle représentait 38 % du total des chevaux du pays en 2004, avec plus de 25 000 sujets recensés en 2009.

### Poney de selle finlandais
Le poney de selle finlandais est un stud-book de poneys de sport répertorié dans la base de données DAD-IS, qui le signale comme constitué à partir de poneys importés. Les effectifs recensés ne sont pas fiables. L'étude menée par l'Université d'Uppsala, publiée en août 2010 pour la FAO, signale le poney de selle finlandais comme race de chevaux locale européenne en danger critique d'extinction.